# Tasejeva
Tasejeva (russisk: Тасеева) er en flod i Krasnojarsk kraj i Rusland. Tasejeva er en biflod til Angara fra venstre side og er 116 km lang (medregnet tilløbsfloden Tjuna: 1.319 km), og har et afvandingsareal på  128.000 km². 
Floden dannes ved sammenløbet mellem floderne Birjusa og Tjuna, og den løber derefter mod nordvest og munder ud i Angara ved Kulakovo. Den gennemsnitlige decharge er 740 m³/sek. Eneste større biflod er Usolka.
58°04′49″N 94°00′42″Ø / 58.0803°N 94.0117°Ø